# Home Insurance Building
Home Insurance Building foi um arranha-céu de 55 metros de altura, localizado na cidade de Chicago, Illinois. Foi construído pelo arquiteto William Le Baron Jenney em 1885, e derrubado em 1931. O Home Insurance Building em Chicago é frequentemente considerado o primeiro arranha-céu do mundo devido ao seu design e altura. A imprensa de Chicago na época de sua construção não se referiu a ele como o primeiro arranha-céu de Chicago. Outras estruturas altas concluídas antes incluíram o Edifício Montauk de 1882 (também em Chicago) e o Edifício Equitable Life de 1870 em Nova York. No entanto, havia também alguns outros edifícios em Nova York e Chicago de altura semelhante com projetos arquitetônicos diferentes.